# 洛肯豪斯
洛肯豪斯是奥地利布尔根兰州上普伦多夫县的一个市镇。总面积58.86平方公里，总人口2001人，人口密度34.0人/平方公里（2001年）。